# Parc national Bongil Bongil
Le parc national Bongil Bongil est un parc national situé en Nouvelle-Galles du Sud en Australie à 427 km au Nord-Est de Sydney. Le nom provient de l'aborigène et signifie « une place où quelqu'un reste longtemps à cause de l'abondance de la nourriture ».